# Boarmia postcandida
Boarmia postcandida är en fjärilsart som beskrevs av Eugen Wehrli 1924. Boarmia postcandida ingår i släktet Boarmia och familjen mätare. Inga underarter finns listade i Catalogue of Life.